# Éric Messier
Eric Messier (* 29. října 1973, Drummondville, Québec) je bývalý hokejový obránce hrající v National Hockey League.

## Juniorská kariéra
Celou svoji juniorskou kariéru odehrál v QMJHL - Quebec Major Junior Hockey League. První sezónu odehrál v týmu Trois Rivieres Draveurs, zbývající dvě hájil barvy Sherbrooke Faucons.

## Profesionální kariéra
Nebyl draftován a proto se zapsal na Université du Québec Trois-Rivieres kde v sezóně 1994-1995 odehrál 13 zápasů v nichž zaznamenal osm branek a 13 asistencí. Po sezóně na quebecké univerzitě byl vybrán jako nadějný talent a v létě strávil kemp s Montrealem. Našel si jej hledač talentů Bob Hartley.
14. června 1995 však s ním jako volným hráčem podepsal smlouvu tým Colorado Avalanche. Celou sezónu 1995-1996 však strávil na hostování v týmu Cornwall Aces (AHL). Příští sezónu si však už poprvé zahrál NHL a to celkem v jednadvaceti zápasech. Dopomohl tak týmu k vítězství ve Stanleyově poháru. V té sezóně také stihl 55 zápasů v týmu Hershey Bears.
V sezóně 1997-1998 už byl takřka nepostradatelnou částí Lavin. Oderhál za ně 62 zápasů a vstřelil čtyři branky, ke kterým přidal 16 asistencí. Postupně se z něj stal útočník, ale sezónu 1998-1999 vynechal skoro celou kvůli zranění loktu. Příští sezónu se však vrátil a odehrál 61 zápasů. Sezóna 2000-2001 byla pro něj asi tou nešťastnější v kariéře. Lavinám totiž v 64 zápasech dopomohl k zisku druhého Stanley Cupu.
Později stále nastupoval za Colorado Avalanche než v létě 2003 zamířil k floridským panterům. Odehrál však pouze 21 zápasů, protože celou sezónu protrpěl se zraněným zápěstí.

## Ocenění a úspěchy
- 1994 QMJHL - Druhý All-Star Tým
- 1998 NHL - Nováček měsíce října (1997)

## Prvenství
- Debut v NHL - 11. listopadu 1996 (New York Islanders proti Colorado Avalanche)
- První asistence v NHL - 5. října 1997 (Edmonton Oilers proti Colorado Avalanche)
- První gól v NHL - 11. října 1997 (Colorado Avalanche proti Phoenix Coyotes brankáři Nikolaju Chabibulinovi)

## Klubová statistika
| 1991–92      | Trois-Rivières Draveurs                | QMJHL        | 58  | 2  | 10 | 12 | 28  | 15 | 2 | 2 | 4  | 13 |
| 1992–93      | Sherbrooke Faucons                     | QMJHL        | 51  | 4  | 17 | 21 | 82  | 15 | 0 | 4 | 4  | 18 |
| 1993–94      | Sherbrooke Faucons                     | QMJHL        | 67  | 4  | 24 | 28 | 69  | 12 | 1 | 7 | 8  | 14 |
| 1994–95      | University of Quebec in Trois-Rivières | CIS          | 13  | 8  | 5  | 13 | 20  | 4  | 0 | 3 | 3  | 8  |
| 1995–96      | Cornwall Aces                          | AHL          | 72  | 5  | 9  | 14 | 111 | 8  | 1 | 1 | 2  | 20 |
| 1996–97      | Hershey Bears                          | AHL          | 55  | 16 | 26 | 42 | 69  | 9  | 3 | 8 | 11 | 14 |
| 1996–97      | Colorado Avalanche                     | NHL          | 21  | 0  | 0  | 0  | 4   | 6  | 0 | 0 | 0  | 4  |
| 1997–98      | Colorado Avalanche                     | NHL          | 62  | 4  | 12 | 16 | 20  | —  | — | — | —  | —  |
| 1998–99      | Colorado Avalanche                     | NHL          | 31  | 4  | 2  | 6  | 14  | 3  | 0 | 0 | 0  | 0  |
| 1998–99      | Hershey Bears                          | AHL          | 6   | 1  | 3  | 4  | 4   | —  | — | — | —  | —  |
| 1999–00      | Colorado Avalanche                     | NHL          | 61  | 3  | 6  | 9  | 24  | 14 | 0 | 1 | 1  | 4  |
| 2000–01      | Colorado Avalanche                     | NHL          | 64  | 5  | 7  | 12 | 26  | 23 | 2 | 2 | 4  | 14 |
| 2001–02      | Colorado Avalanche                     | NHL          | 74  | 5  | 10 | 15 | 26  | 21 | 1 | 2 | 3  | 0  |
| 2002–03      | Colorado Avalanche                     | NHL          | 72  | 4  | 10 | 14 | 16  | 5  | 0 | 0 | 0  | 0  |
| 2003–04      | Florida Panthers                       | NHL          | 21  | 0  | 3  | 3  | 16  | —  | — | — | —  | —  |
| Celkem v NHL | Celkem v NHL                           | Celkem v NHL | 406 | 25 | 50 | 75 | 146 | 72 | 3 | 5 | 8  | 22 |